# Nieder Kostenz
Nieder Kostenz ist eine Ortsgemeinde im Rhein-Hunsrück-Kreis in Rheinland-Pfalz. Sie gehört der Verbandsgemeinde Kirchberg (Hunsrück) an.

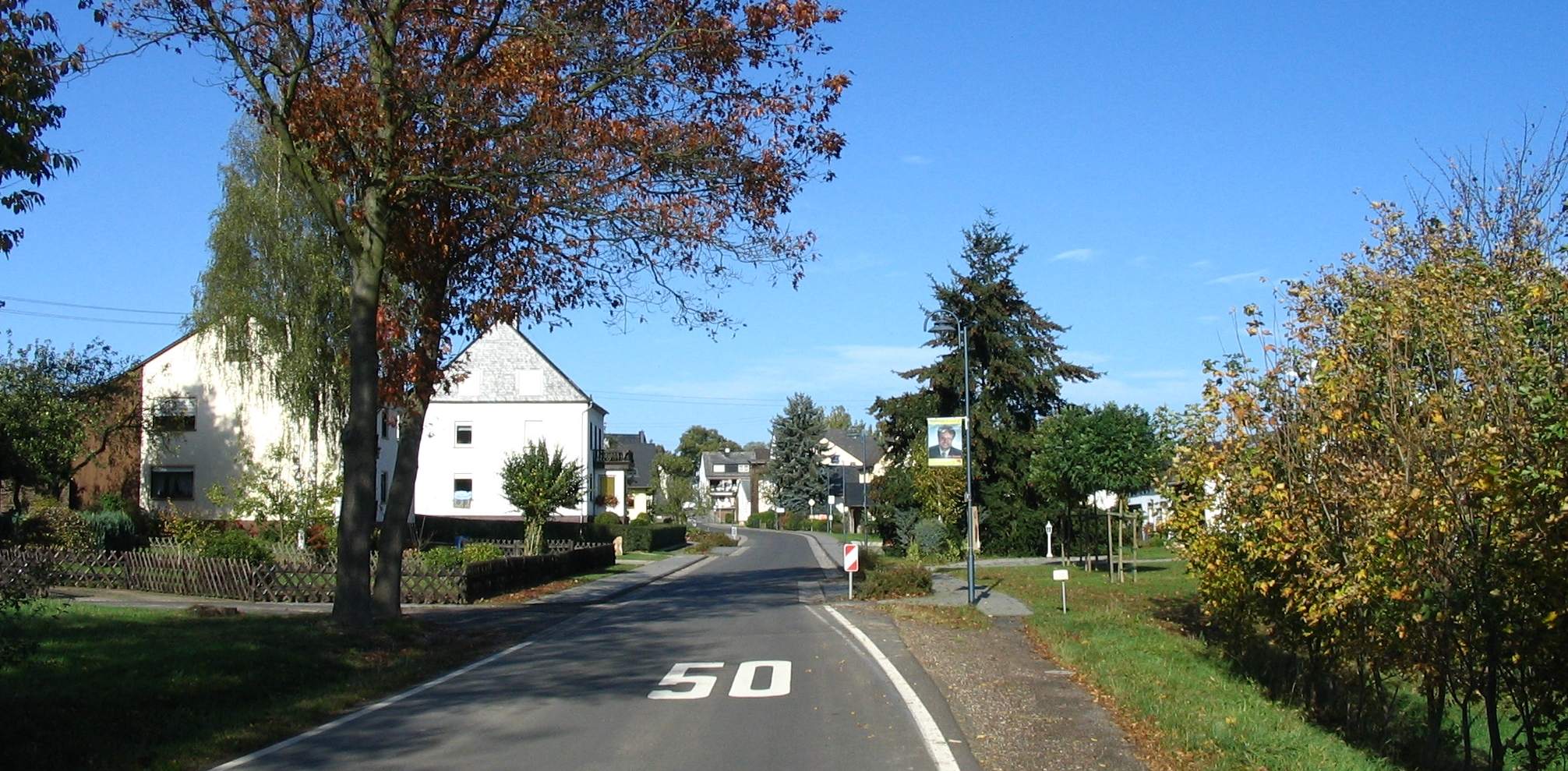
Dorfstraße

## Geographie
Die ländliche Wohngemeinde liegt im Kyrbachtal zentral im Hunsrück. Die Gemarkung hat eine Fläche von 4,12 km², davon 1,19 km² Wald.
| Schwarzen und Ober Kostenz      | Metzenhausen                                | Reckershausen        |
| Bärenbach (Hunsrück) und Sohren | Kompassrose, die auf Nachbargemeinden zeigt | Kirchberg (Hunsrück) |
| Niedersohren und Dill           | Dillendorf                                  | Hecken               |

## Geschichte
Wie in Ober Kostenz gab es eine frühe römische Besiedlung. Die erstmalige Erwähnung findet sich 1310 in einer Urkunde der Grafen von Sponheim. Mit der Besetzung des linken Rheinufers 1794 durch französische Revolutionstruppen wurde der Ort französisch, 1815 wurde er auf dem Wiener Kongress dem Königreich Preußen zugeordnet. Nach dem Ersten Weltkrieg zeitweise französisch besetzt, ist der Ort seit 1946 Teil des Landes Rheinland-Pfalz.

## Politik

### Bürgermeister
Ortsbürgermeister von Nieder Kostenz ist Harald Gewehr. Bei der Kommunalwahl am 26. Mai 2019 wurde er mit einem Stimmenanteil von 92,86 % in seinem Amt bestätigt. Er wurde im Juni 2024 wiedergewählt.

### Wappen
| Wappen von Nieder Kostenz | Blasonierung: „Gespalten; rechts von Blau und Gold geschacht, links in Silber unter einem blauen schräglinken Wellenbalken ein schwarzes Wasserrad.“ |
| Wappen von Nieder Kostenz | Wappenbegründung: Das Schach erinnert an die frühere Zugehörigkeit des Ortes zur vorderen Grafschaft Sponheim. Die hintere Schildhälfte mit dem Wasserrad erinnert an die bereits 1438 erwähnte sponheimische Mühle, an die Sägemühle oberhalb und an die Bastenmühle unterhalb des Dorfes. Der Wellenbalken gilt als Symbol des Kehrbaches, der durch den Ort fließt. |

## Kultur und Sehenswürdigkeiten

### Bauwerke
- Katholische Kapelle von 1752
- Eisenbahnviadukt von 1901[4]

Siehe auch: Liste der Kulturdenkmäler in Nieder Kostenz

## Wirtschaft und Infrastruktur

### Windenergie
Auf einer Anhöhe östlich der Gemeinde liegt der Windpark Nieder Kostenz mit aktuell acht Windkraftanlagen der Hersteller Fuhrländer und Enron. Die Inbetriebnahme erfolgte Anfang 1999/2000.

### Verkehr
Nieder Kostenz war ein Haltepunkt der stillgelegten Hunsrückquerbahn Langenlonsheim – Hermeskeil.

## Persönlichkeiten
- Friedrich Klein (1899–1961), in Nieder Kostenz geborener Politiker, Mitglied des Landtages von Rheinland-Pfalz